# Mellersta Serbien

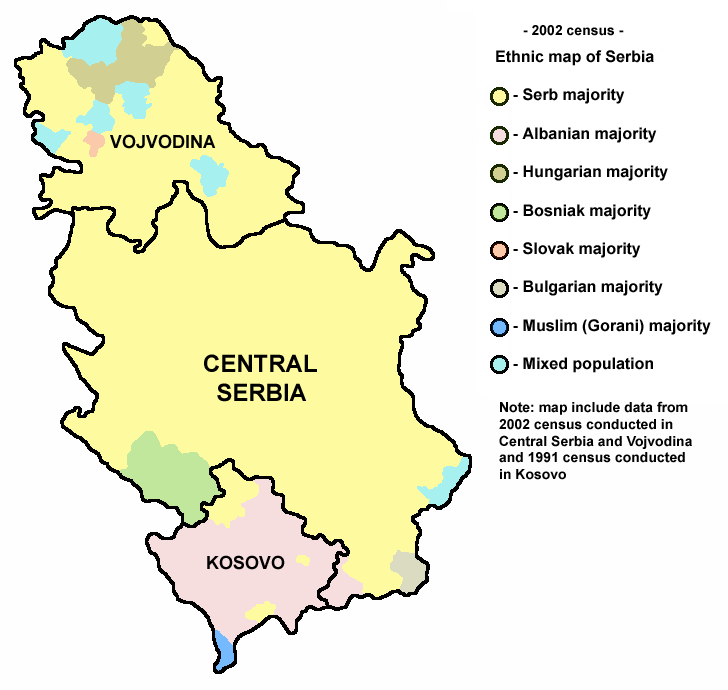
Egentliga Serbien omfattar de centrala delarna av landet.

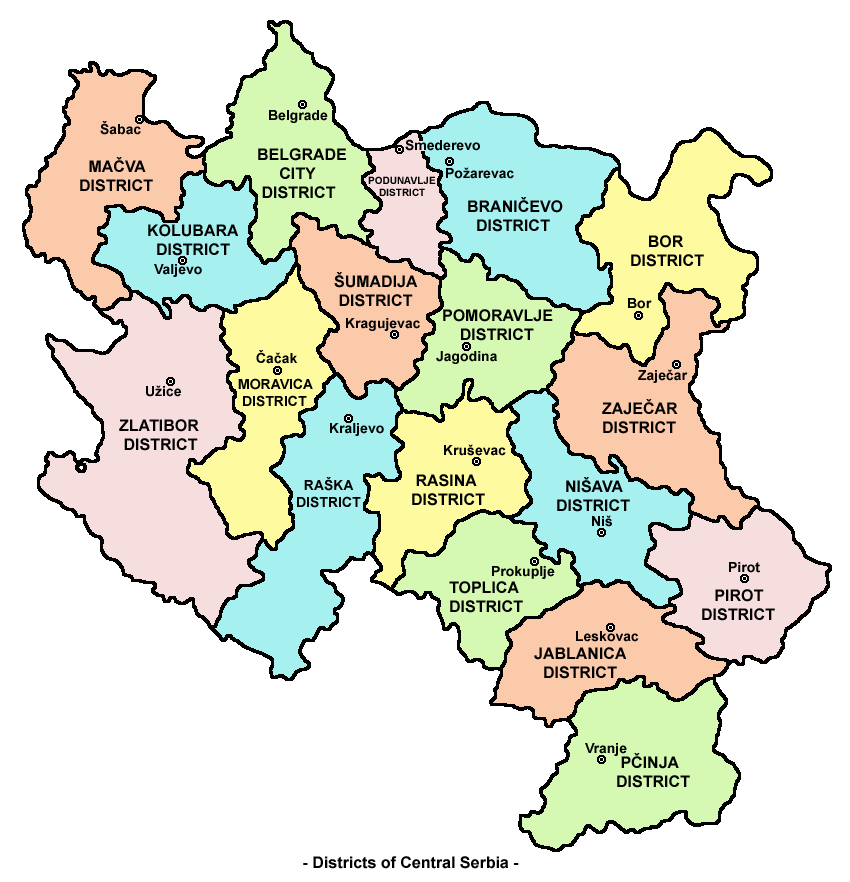
Distrikten i Mellersta Serbien.

Mellersta eller Centrala Serbien (serbiska: Централна Србија eller Centralna Srbija), även kallat Egentliga Serbien (serbiska: Ужа Србија eller Uža Srbija) är den landsdel av Republiken Serbien som inte ingår i vare sig den autonoma provinsen Vojvodina eller det omtvistade Kosovo. Till skillnad från Vojvodina och Kosovo har det egentliga Serbien inget självstyre, utan lyder direkt under centralstyre från serbiska regeringen.

## Distrikt
Förutom huvudstaden Belgrads stadsområde är det egentliga Serbien indelat i 17 distrikt:
- Bor
- Braničevo
- Jablanica
- Kolubara
- Mačva
- Moravica
- Nišava
- Pčinja
- Pirot
- Podunavlje
- Pomoravlje
- Raška
- Rasina
- Šumadija
- Toplica
- Zaječar
- Zlatibor